# Deutscher Investor Relations Verband
Der DIRK - Deutscher Investor Relations Verband e. V. (DIRK, ehem. Deutscher Investor Relations Kreis) ist der deutsche Berufsverband für Investor Relations (IR).
Der Verband versteht sich nicht allein als Berufsverband der Investor-Relations-Verantwortlichen, sondern auch als Emittentenvertreter für Unternehmen die Aktien ausgeben. Auch natürlichen Personen ist eine außerordentliche Mitgliedschaft möglich.

## Wirken

### Fortbildung
Der Verband hat den Anspruch, die Standards für die Kommunikation zwischen Unternehmen und dem Kapitalmarkt zu setzen. Zu diesem Zweck wurde in Kooperation mit der Frankfurt School of Finance & Management eine Seminarreihe als Weiterbildung zum Certified Investor Relations Officer (CIRO) entwickelt. Das Zertifikat wird seit 2002 vergeben und ist inzwischen als Aufstiegsfortbildung anerkannt. Bis zum Jahresende 2014 hatten 250 Teilnehmer den Kurs besucht und knapp 200 davon das Zertifikat erhalten, (bei insgesamt rund 1.000 in Deutschland tätigen IR-Managern).

### Auszeichnung
Seit dem Jahr 2001 wird jährlich gemeinsam mit Extel - An Institutional Investor Company und der Wirtschaftswoche der „Deutsche Investor Relations Preis“ vergeben. Die Preise würdigen Personen, welche die Ansprüche an gute IR in ihrer Funktion herausragend erfüllen und sich dabei von der Masse abheben.

### Konferenz
Seit 1998 veranstaltet der DIRK jedes Frühjahr eine Konferenz, die sich zu einer Dialog-Plattform für IR-Themen entwickelt hat. Die DIRK-Konferenz ist eine öffentliche Veranstaltung, zu der nicht nur Mitglieder eingeladen sind, sondern alle, die sich für aktuelle Fragestellungen der Finanzmarktkommunikation interessieren.